# Есбјерг
Есбјерг (дан. Esbjerg) је пети по величини град у Данској и највећи град југозападног дела државе. Град је у оквиру покрајине Јужне Данске, где са околним насељима чини једну од општина, Општину Есбјерг. Данас Есбјерг има око 70 хиљада становника у граду и око 115 хиљада у ширем градском подручју.
Есбјерг је најважнија данска лука на западној обали Јиланда.

## Географија
Олборг се налази у северном делу Данске. Од главног града Копенхагена, град је удаљен 300 километара западно.
Рељеф: Олборг се налази у југозападном делу данског полуострва Јиланд. Градско подручје је равничарско. Надморска висина средишта града креће се од 0 до 20 метара.
Клима: Клима у Олборгу је умерено континентална са утицајем Атлантика и Голфске струје.
Воде: Град се образовао у заливу Ваде, који је део Северног мора. Град је стратешки постављен као најповољнија лука на западу државе.

## Историја
Подручје Олборга било је насељено још у доба праисторије. Савремено градско насеље је плански основано и то тек 1868. г. као замена за луку Алтона (данас део Хамбурга), коју је тадашња Данска изгубила у рату са Пруском. Насеље је добило градска права 1899. г.
И поред петогодишње окупације Данске (1940-45.) од стране Трећег рајха град и његово становништво нису много страдали.

## Становништво
Данас Есбјерг има око 70 хиљада у градским границама и око 115 хиљада са околним предграђима.
Етнички састав: Становништво Есбјерга је до пре пар деценија било било готово искључиво етнички данско. Данас је приметан део становништва страних корена.

## Привреда
Привреда Есјерга се и данас заснива на луци и бродоградилишту.

## Галерија
- Главни градски трг са градском кућом
- Пешачка улица у Есбјергу
- Градска музичка дворана

## Партнерски градови
- Ставангер
- Шчећин
- Суџоу
- Јивескиле
- Eskilstuna Municipality
- Maniitsoq